# أسعد الزعبي
أسعد الزعبي من مواليد 1956،وُلِد في محافظة درعا في الجنوب السوري، هو العميد الطيار الركن المجاز أسعد الزعبي، انضم العميد الزعبي إلى أكاديمية القوات الجوية في سوريا عام 1974 وتخرج منها عام 1977 مع رتبة ثم تسلسل بالترفيعات ليصبح برتبة عميد. عمل الزعبي كمستشار عسكري في اليمن لأكثر من عامين وهي إحدى نشاطاته في فترة خدمته في قوات الجيش السوري إلى جانب العديد من المناصب الأخرى التي تولاها في ليبيا وروسيا من قبل. شغل الزعبي منصب قائد عسكري للجبهة الجنوبية. خدم قبل انشقاقه في العديد من المراكز وأهمها القوات الجوية العربية السورية رئيس جناح القوى الجوية في الأكاديمية العسكرية السورية العليا. شغل الزعبي بعد انشقاقه في كانون الثاني/ يناير 2016 رئيس وفد المعارضة إلى مؤتمر جنيف الثالث حول مستقبل سوريا.